# Rabbit Maranville
Walter James Vincent Maranville (Springfield, Massachusetts, 11 de noviembre de 1891-Nueva York, Nueva York, 5 de enero de 1954), más conocido como Rabbit Maranville, fue un jugador profesional estadounidense de béisbol que se desempeñó en la posición de campocorto en las Grandes Ligas de Béisbol (MLB). Es miembro del Salón de la Fama del Béisbol.

## Carrera
Maranville jugó como profesional nueve temporadas en Atlanta Braves (1912-1920), después pasó a Pittsburgh Pirates (1921-1924), luego a Chicago Cubs (1925), posteriormente a Brooklyn Dodgers (1926), St. Louis Cardinals (1927-1928), y finalmente, regresó a Atlanta Braves, donde jugó seis temporadas (1929-1933, 1935), y fue el equipo en el que se retiró.

## Reconocimiento
En 1954, ingresó como miembro al Salón de la Fama del Béisbol.